# Ridgwayia
Ridgwayia is een geslacht van vogels uit de familie van de lijsters (Turdidae). De wetenschappelijke naam van het geslacht is voor het eerst geldig gepubliceerd in 1883 door Stejneger.

## Soorten
De volgende soort is bij het geslacht ingedeeld:
- Ridgwayia pinicola – Aztekenlijster